# Perast
Perast (v srbské cyrilici Пераст, italsky Perasto) je vesnice na břehu Boky Kotorské. Nachází se v její vnitřní části, mezi Kotorským a Risanským zálivem. V roce 2003 zde žilo 349 obyvatel. Administrativně je součástí opštiny Kotor. Vesnice se nachází na úpatí hory Sveti Ilija na severním břehu zálivu.
Vesnice vznikla ve středověku. Poprvé je zmiňována v 10. století jako autonomní město v rámci Byzantské říše. Poté byl Perast až do roku 1371 součástí středověkého srbského státu a následně byl po dlouhou dobu pod kontrolou Benátské republiky. Již v roce 1336 měl vlastní loděnici, která byla v činnosti až do roku 1813. Od roku 1830 měl status města; sídlem stejnojmenné opštiny byl až do roku 1950, kdy bylo centrum správy přesunuto do Kotoru. Perast byl známý v 17. a 18. století díky námořní škole a několika stům lodí, které byly v místní loděnici spuštěny na vodu. Bohatství, které tehdy město nashromáždilo, bylo využito na výstavbu tehdy největší zvonice o výšce 55 m. Význam města poklesl s úpadkem Benátské republiky; Perast byl posledním místem, kde byla svěšena benátská zástava po pádu republiky na konci 18. století.